# Коллач, Павел
Павел Коллач (пол. Jan Paweł Kollacz; 3 ноября 1726, Гданьск — 22 января 1789, Сарнова, ныне в составе города Равич) — польский типограф и лексикограф.
В 1744 г. вступил в орден иезуитов. Проходил новициат в Кракове, затем изучал философию в иезуитских коллегиях в Калише, Сандомире и Бресте, в 1752—1756 гг. продолжил изучение теологии в Люблине и Кракове. В 1756 г. рукоположён в католические священники. Преподавал риторику, физику, математику в Хойнице и Раве, затем в 1763 г. обосновался в Познани, первоначально как профессор канонического права. В 1764—1773 гг. руководил типографией ордена иезуитов.
Известен, прежде всего, своей работой над новым изданием Латино-польско-немецкого тезауруса Гжегожа Кнапского (лат. R. Р. Gregorii Cnapii S. I. Thesaurus latino-polono-germanicus novo synonymorum et phrasium poeticarum aparatu auctus; Варшава, 1780). Кроме того, в 1778 году опубликовал, по немецким источникам, книгу об Американской революции (пол. Rewolucya teraźnieysza Ameryki Połnocney).